# Oestrophasia clausa
Oestrophasia clausa är en tvåvingeart som beskrevs av Brauer och Julius Edler von Bergenstamm 1889. Oestrophasia clausa ingår i släktet Oestrophasia och familjen parasitflugor. Inga underarter finns listade i Catalogue of Life.